# Institut universitaire de technologie de Béthune
L'Institut universitaire de technologie de Béthune, créé en 1968, est une école de formation de techniciens et de cadres intermédiaires. Il est situé à proximité du centre-ville de Béthune, à proximité du Technoparc Futura. En 1993 il a été rattaché à l'université d'Artois.

## Présentation
En quelques chiffres, l'IUT de Béthune, c'est : 
- 1 150 étudiants[1]
- 118 enseignants (maitres de conférences, professeurs, enseignants du second degré)
- 138 intervenants professionnels[1].

## Formations
L'IUT de Béthune propose plusieurs BUT et 2 licences professionnelles.
L’IUT s'est inscrit dans le dispositif national Cordées de la réussite avec onze établissements du secondaire.

## Classement
En 2022 l'établissement a été classé 99ème du classement complet réalisé par Thotis

## Divers
En 1976, l'IUT s'est retrouvé en situation difficile après la décision de la secrétaire d'état aux universités Alice Saunier-Seïté de réduire les crédits d'heures complémentaires en cas d'insuffisante participation de " personnalités extérieures " à l'enseignement.
En 2014, l'établissement, dans la lignée de la démarche de Troisième révolution industrielle portée par la CCI Nord de France et l’ex-région Nord Pas-de-Calais, s'engage dans le projet "EITRE" (Écosystème intégré pour la transition et la réhabilitation énergétique).
En 2016 des professeurs se sont cotisés pour aider un élève brillant à payer son loyer et lui permettre de poursuivre ses études,.
En 2023, l’institut universitaire participe à un BIP (blended intensive program) : programme Erasmus international et intensif dont le sujet est la chimie verte; Des échanges d'étudiants ont lieu avec quatre écoles d’ingénieurs, Bruxelles, Louvain (Belgique), Krefeld (Allemagne) et Groningen (Pays-Bas).